# Conservatorio Botánico de Brest
El Conservatorio Botánico de Brest (en francés: Conservatoire Botanique National de Brest) es un jardín botánico de 32 hectáreas de extensión, que se encuentra en Brest, Francia.
Es la sede de un Secretariado internacional que desarrolla acciones de conservación para las especies que se encuentran en límite extremo de extinción. En asociación con la Unión Internacional para la Conservación de la Naturaleza y el "Botanic Gardens Conservación Internacional" (BGCI).
Este Secretariado internacional tiene por objetivo orientar, contabilizar, y promover los programas que permitan preservar la parte más vulnerable del patrimonio natural de la humanidad.

## Localización
Se encuentra en la Bretaña francesa próximo a la localidad de Brest, en el corazón del parque de Stang-Alar.
Conservatoire Botanique National de Brest 52 Allée du Bot, Brest, Finistère, Bretagne, France-Francia.
Planos y vistas satelitales.48°24′7.56″N 4°26′50.28″O / 48.4021000, -4.4473000
El jardín y el pabellón de recepción e información son gratuitos, sin embargo para visitar los invernaderos se debe de abonar una tarifa y se visitan en grupos con un guía.

## Historia
En el mundo se identifican a más de 50.000 especies vegetales en vías de extinción. Preocupado de la conservación del patrimonio biológico y consciente de las amenazas que pesaban sobre las especies vegetales, Jean Yves Lesouëf tuvo la idea innovadora de crear un jardín especializado en el rescate de las plantas en vías de desaparición en el mundo.
En 1975, año de su fundación, llegó a aglutinar alrededor de este proyecto a la Comunidad urbana de Brest, al Ministerio del Medio ambiente, y a la "Sociedad para el Estudio y la Protección de la Naturaleza en Bretaña" para crear el primer Conservatorio Botánico.
Desde 1990, el Conservatorio Botánico de Brest fue autorizado por el Ministerio encargado del Medio ambiente como Conservatorio Botánico Nacional para preservar las plantas amenazadas y protegidas del Macizo Armoricano (las regiones de Bretaña, región del Loira y de la Baja Normandía).

## Colecciones
En el marco de sus programas de conservación fuera de su lugar de origen, el Conservatorio Botánico de Brest cultiva prioritariamente plantas amenazadas originarias del Macizo armoricano, Francia, Europa, e islas del mundo entero.
Actualmente con cerca de 1700 especies amenazadas en cultivo, Brest administra y mantiene una de las colecciones más importantes del mundo de plantas en peligro, y alrededor de veinte de entre ellas deben su supervivencia a la acción del Conservatorio Botánico de Brest.
Una gran parte de las especies amenazadas proceden de las islas oceánicas que albergan a menudo floras excepcionales ricas en especies endémicas pero cuyos hábitat se encuentran muy perturbados por las actividades humanas o las introducciones de animales o vegetales exóticos.
Las islas Mascareñas (Reunión, Mauricio, Rodrigues), de la Macaronesia (Azores, Canarias, Madeira), las Antillas o el Pacífico proporcionan la parte fundamental de las colecciones botánicas que se cultivan en plena tierra en los invernaderos paisajistas o en macetas en los invernaderos técnicos.
- 70 son especies extinguidas en su hábitat y que sobreviven en cultivo (EW)
- 270 están al filo de la extinción total (CR)
- 300 se clasifican en peligro (EN)
- 480 son vulnerables (VU)
- 390 se catalogan sin amenazas inmediatas (NT)
- 220 se encuentran amenazadas, pero sin que el grado de la amenaza pueda precisarse (DD)

## Actividades
Esta institución tiene como actividad primordial la conservación ex situ de cualquier especie vegetal (en invernaderos o en el jardín) cuando fuertes amenazas pesan demasiado sobre una determinada especie.
Como parte de su protocolo, se multiplica abundantemente con el fin de difundirla entre otros Conservatorios y Jardines Botánicos y, en caso necesario para operaciones de reintroducción en su hábitat natural.
Para estas especies, el Conservatorio Botánico reúne información efectuando investigaciones bibliográficas e inventarios de terreno, garantiza su conservación in situ (en especie) y ex situ (por el cultivo), informa y desempeña un papel de peritaje para las autoridades públicas, y sensibiliza al público en su protección.
Por seguridad, se mantienen algunos lotes de semillas también en cámaras frigoríficas.

## El jardín botánico del conservatorio botánico
En Brest, el Jardín del Conservatorio Botánico cuenta con más de 30 hectáreas de plantas en peligro de extinción y plantas ornamentales agrupadas por las principales regiones del mundo, cuando sus afinidades ecológicas lo permiten. Con más de 1800 especies en cultivo, que alberga una de las colecciones vivas más importantes de plantas en peligro de extinción.
En 2009, fue clasificado como Jardin Remarquable.
En 2013, obtuvo el reconocimiento de Jardins botaniques de France et des pays francophones.
De acuerdo con los requerimientos ecológicos de la especie, que se cultivan, se presentan al exterior en el jardín público o en invernaderos tropicales.
El Jardín a veces acoge exposiciones temporales.
De abril a noviembre de 2013, tuvo lugar la exposición « Mémoire de Villages» ("Memorias de los Pueblos") que ofrece a los visitantes la posibilidad de descubrir las obras de Maestro LI Xiaochao, artista contemporáneo chino. 13 esculturas de bronce y 26 tintas están expuestos en el Pabellón de bienvenida en el jardín de invierno e invernaderos tropicales.
Algunas vistas en el jardín botánico del "Conservatorio Botánico de Brest".

Detalles
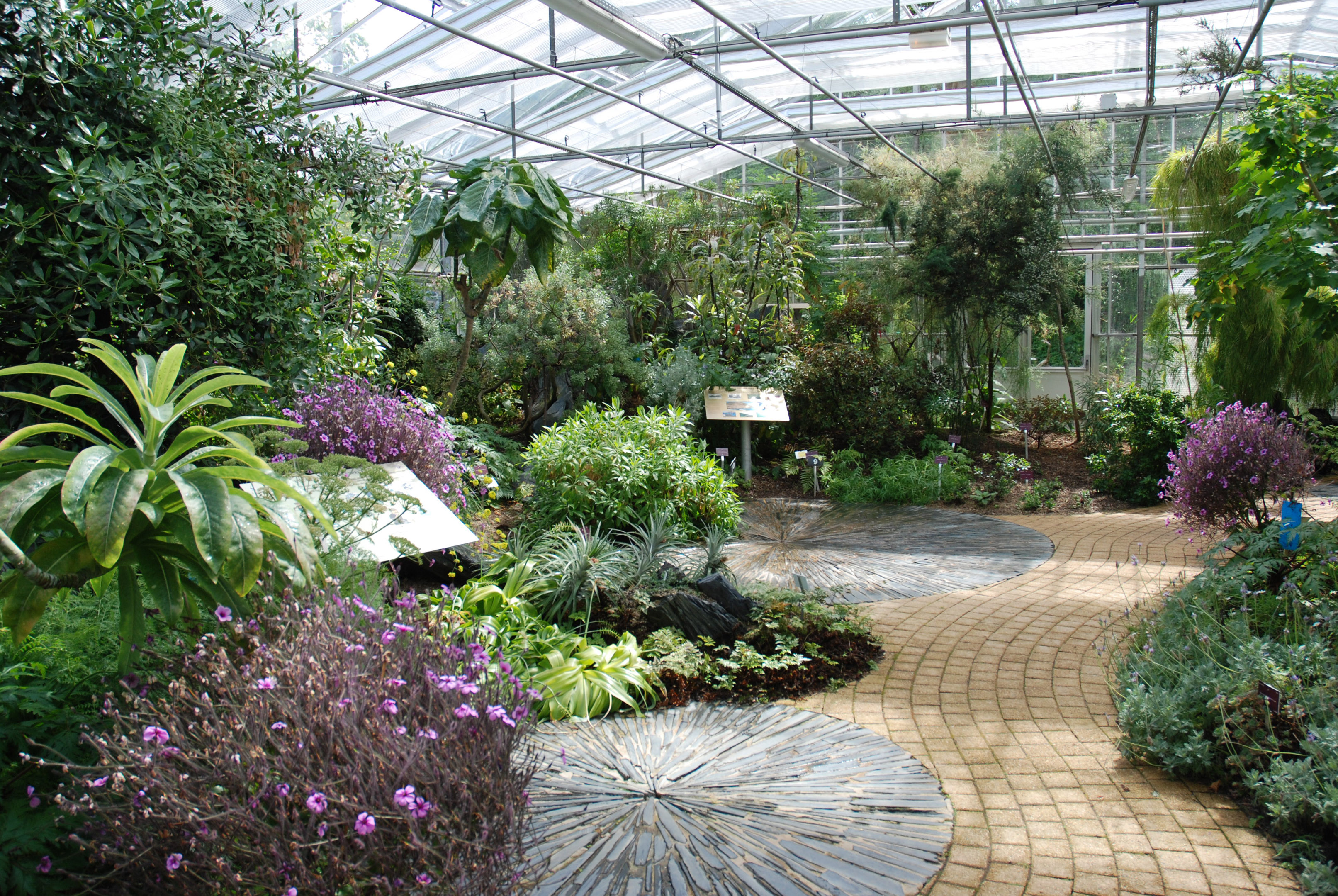
El interior de los Invernaderos tropicales.
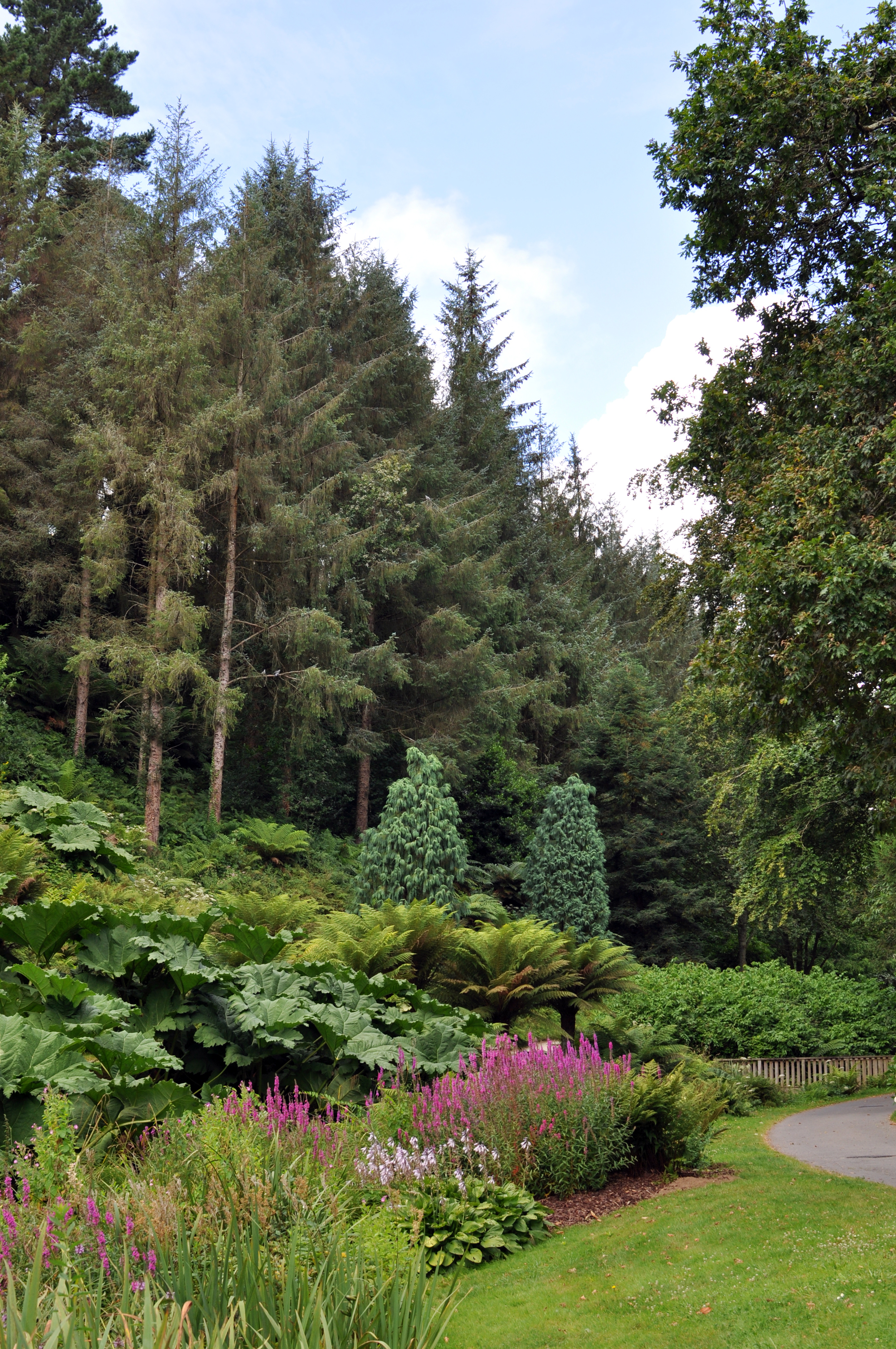
Jardin du Conservatoire botanique
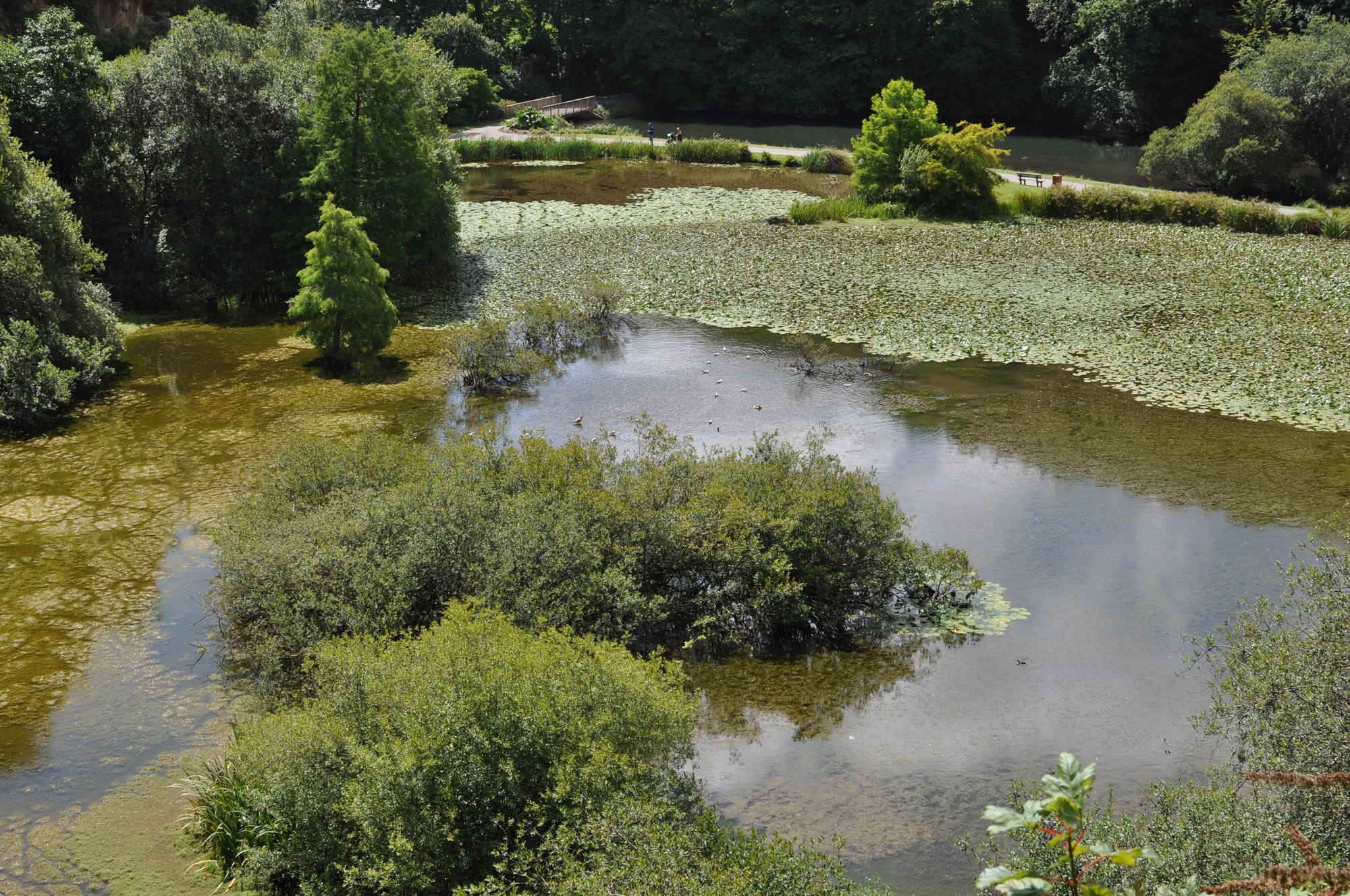
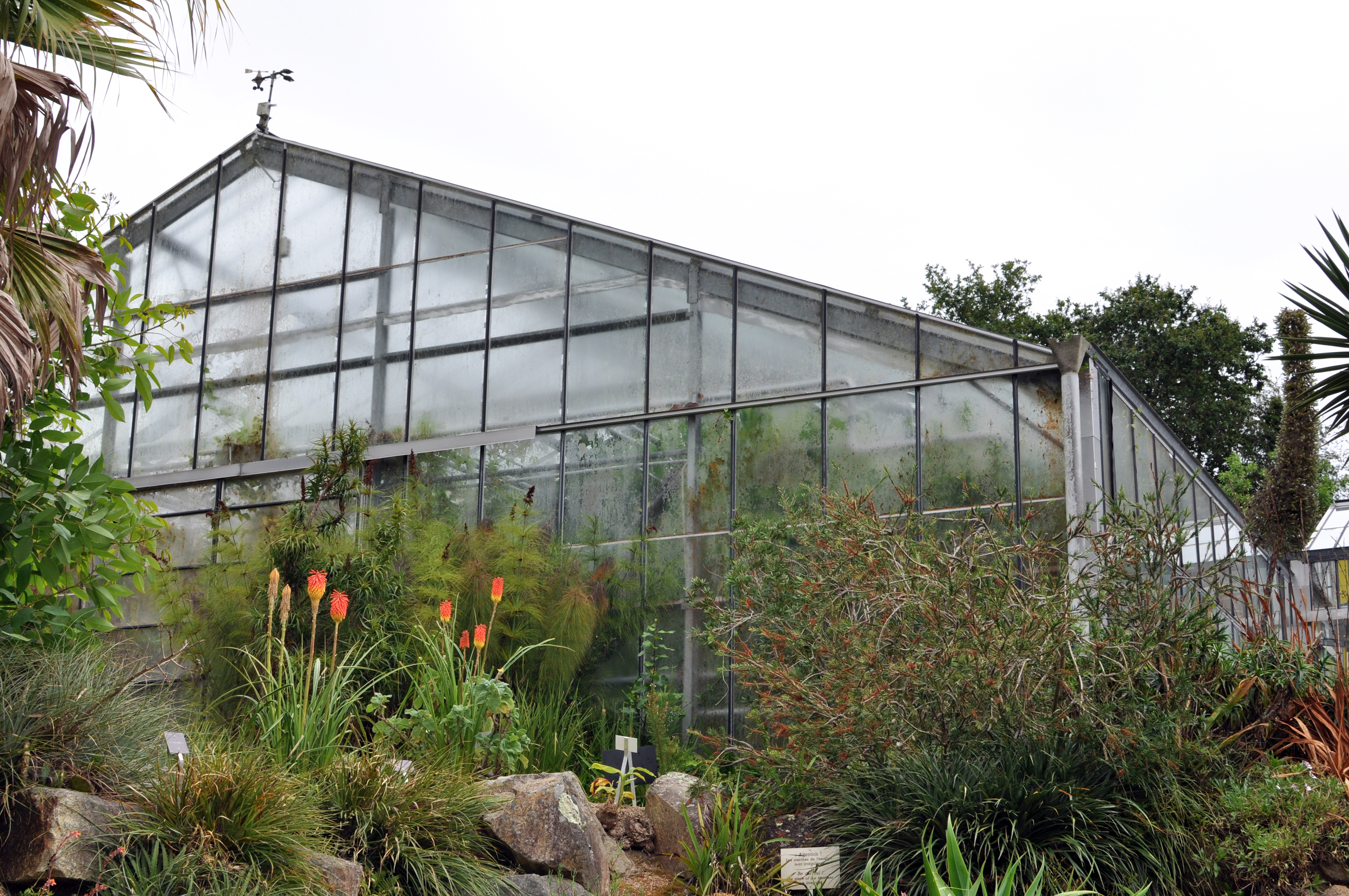
El exterior de los invernaderos tropicales.

### Losinvernaderostropicales
Los invernaderos, en una superficie de 1 000 m², tienen cuatro climas diferentes (con especies de diferentes regiones):
- Les montagnes tropicales humides (Las montañas tropicales húmedas)
- Les îles océaniques subtropicales (Las islas oceánicas subtropicales)
- Les zones tropicales sèches (Las zonas tropicales secas)
- Les forêts tropicales humides (Las selvas tropicales)

Algunas especies cultivadas en los invernaderos tropicales:
| - Amorphophallus titanum - Asparagus fallax - Astrophytum myriostigma - Angraecum sesquipedale - Commelina rupicola - Daucus edulis - Geranium maderense - Hibiscus storckii | - Lavandula pinnata - Limonium dendroides - Pachypodium rosulatum - Pelargonium cotyledonis - Tolpis glabrescens - Tournefortia bojeri - Trochetia boutoniana - Turbina inopinata |

Algunos especímenes cultivados en los invernaderos del "Conservatorio Botánico de Brest".

Especímenes
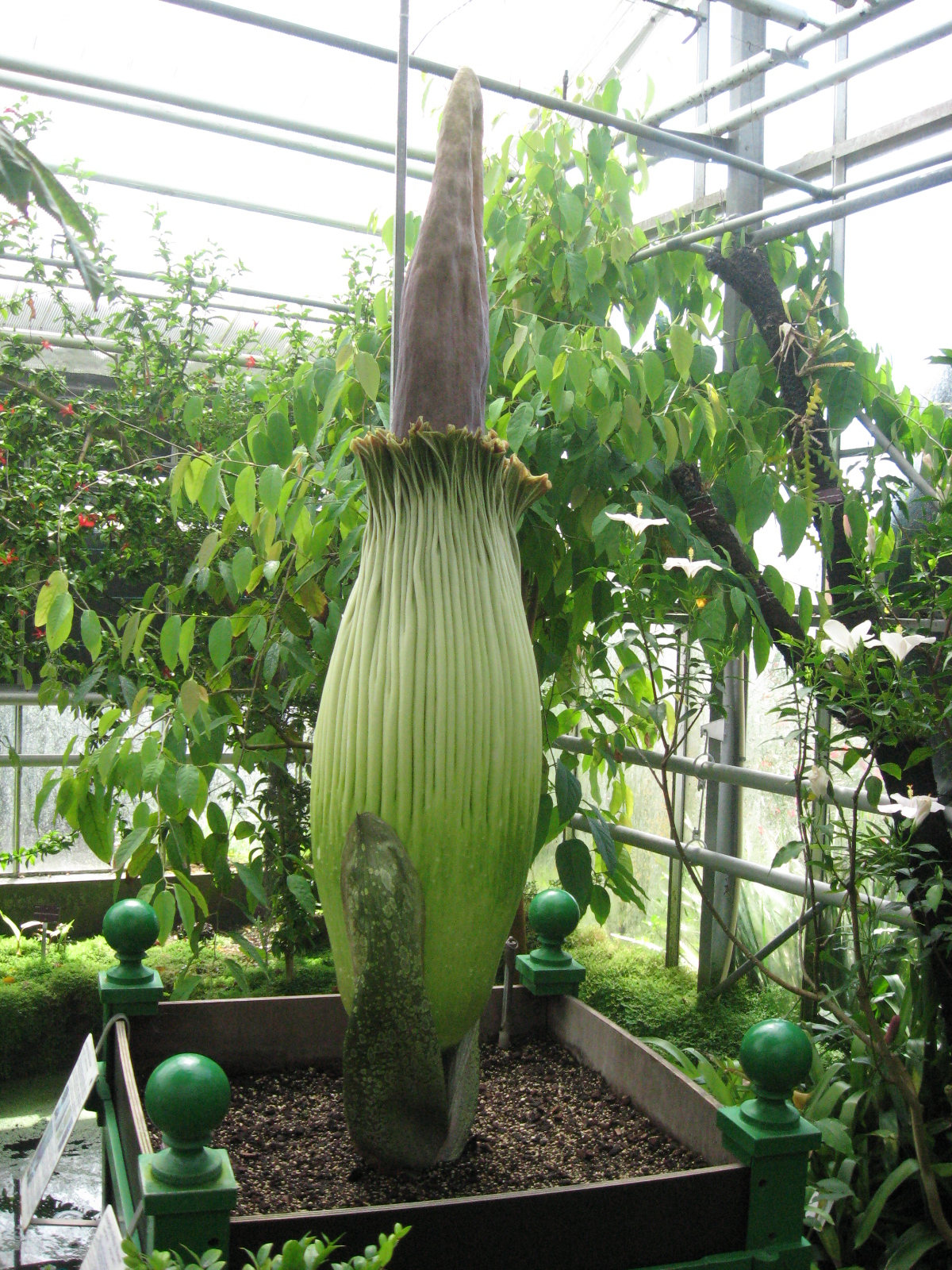
Inflorescencia del Amorphophallus titanum.
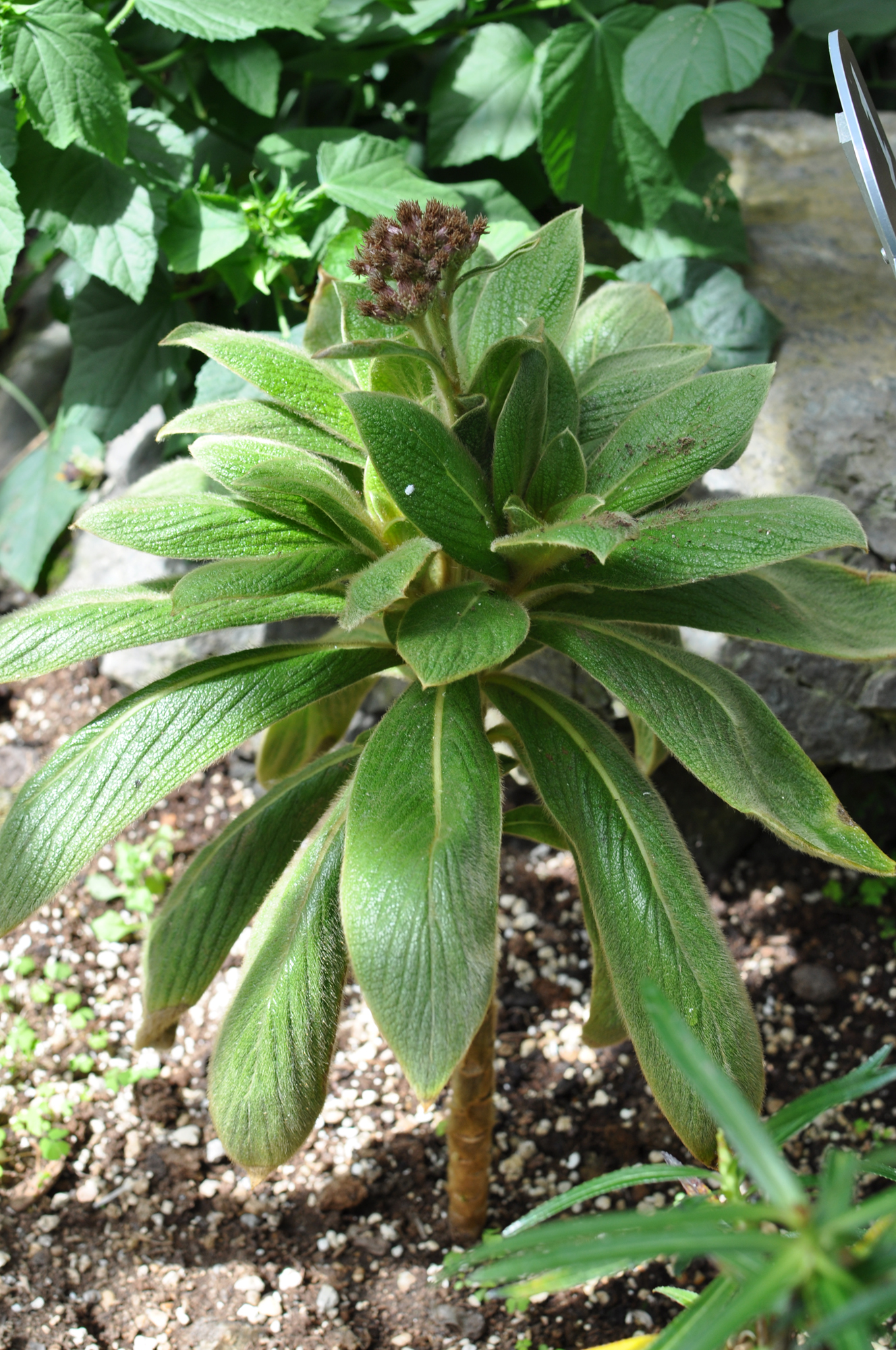
Cylindrocline lorencei
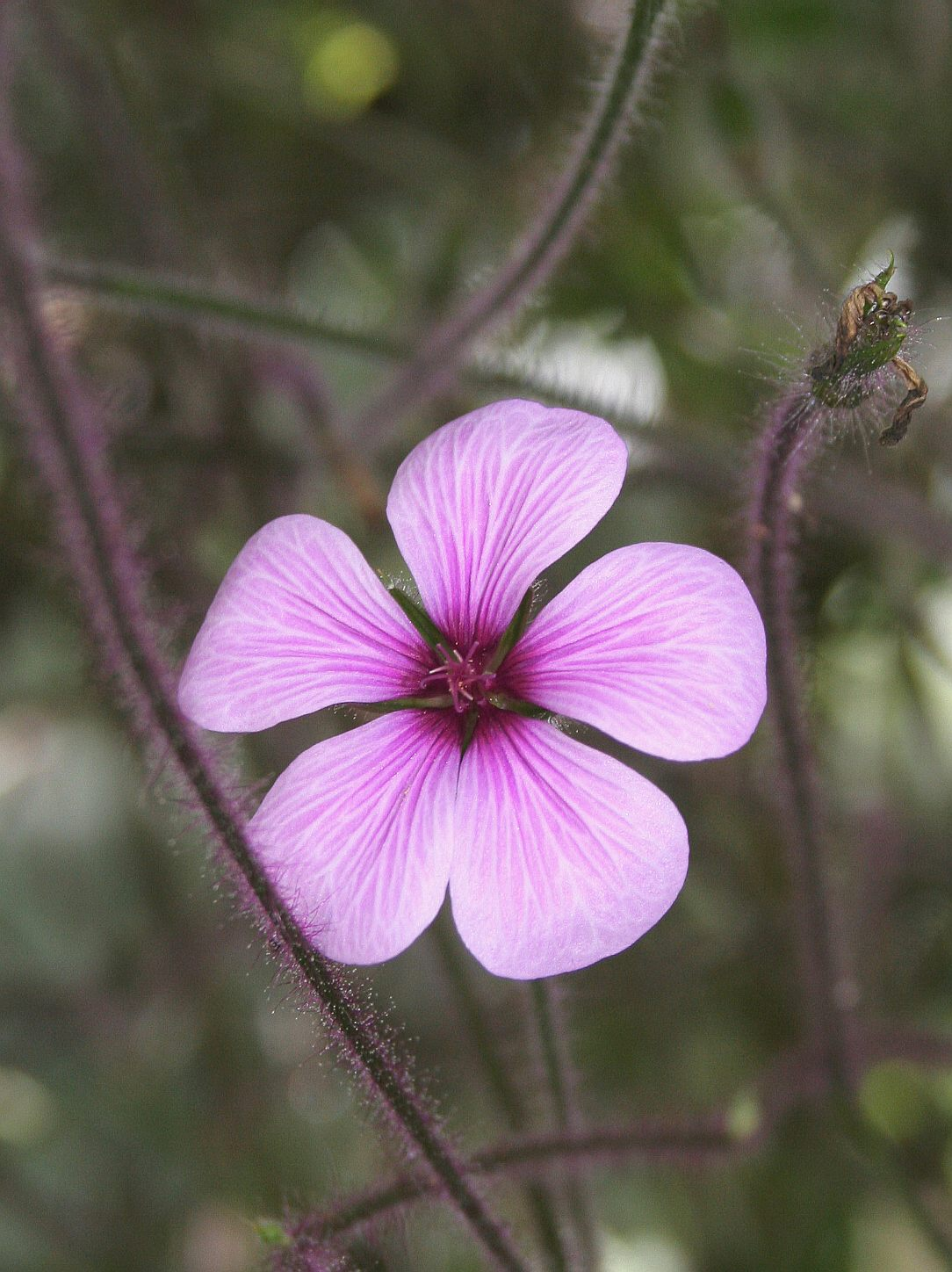
Geranium maderense
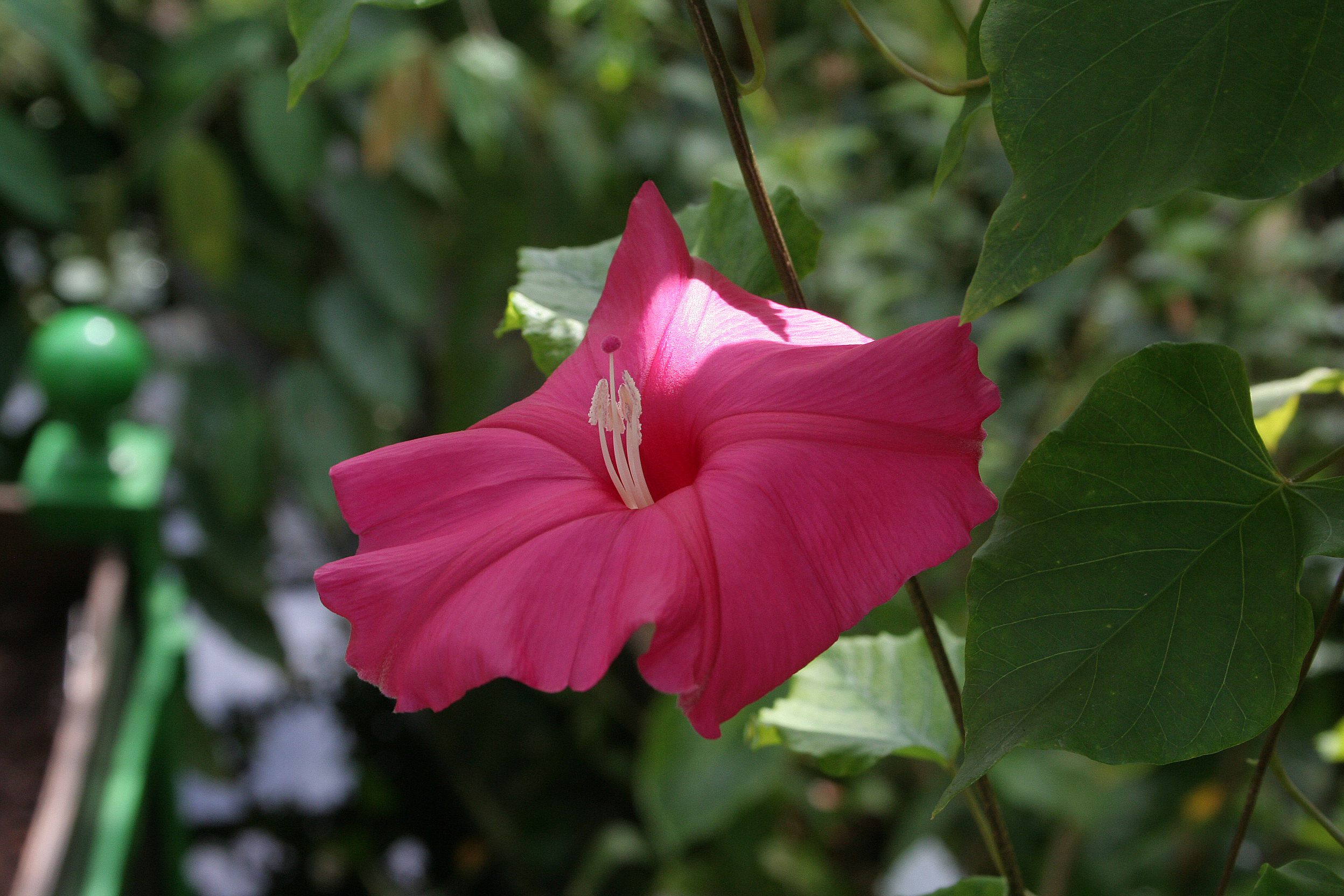
Turbina inopinata
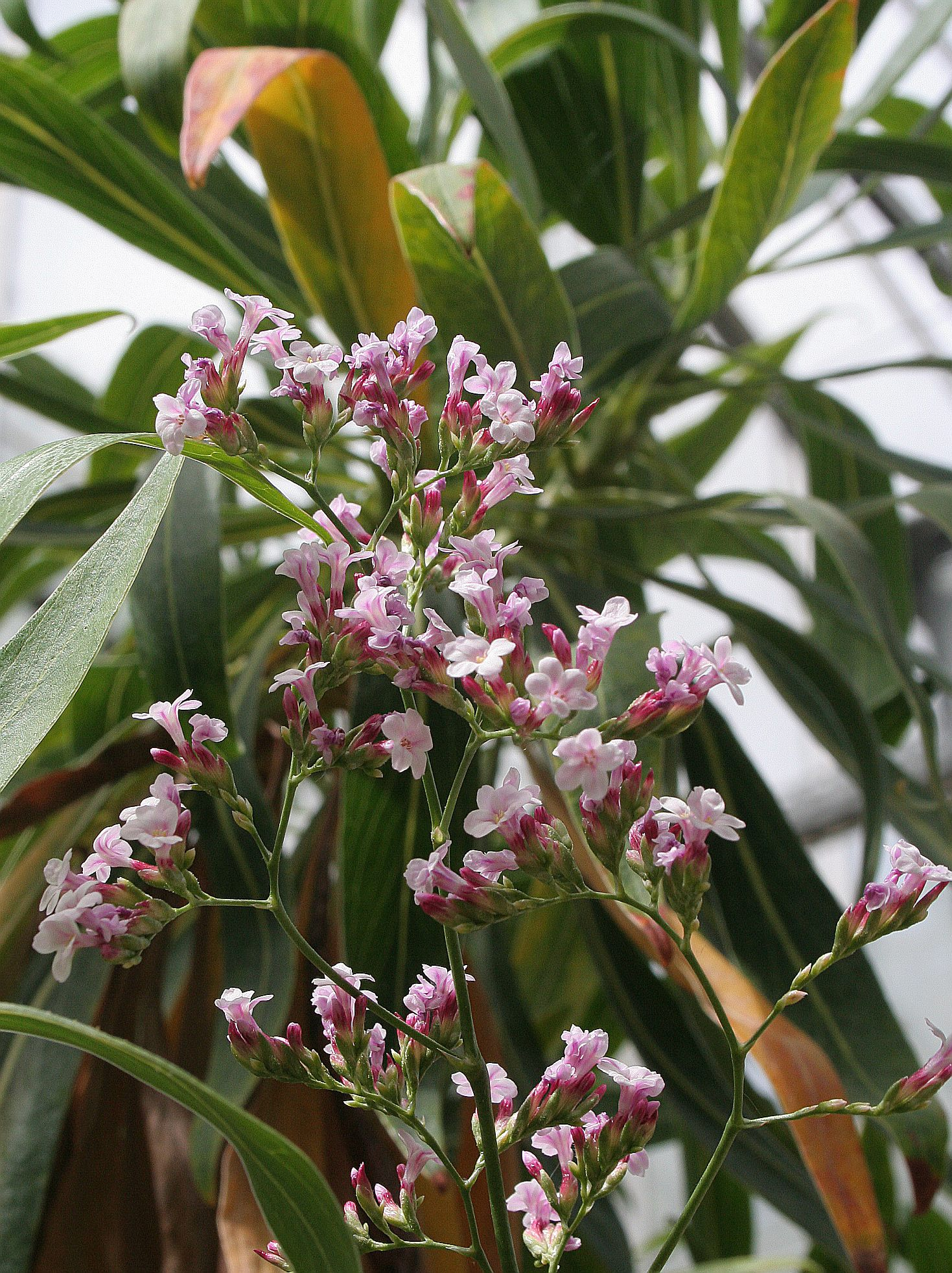
Limonium dendroides
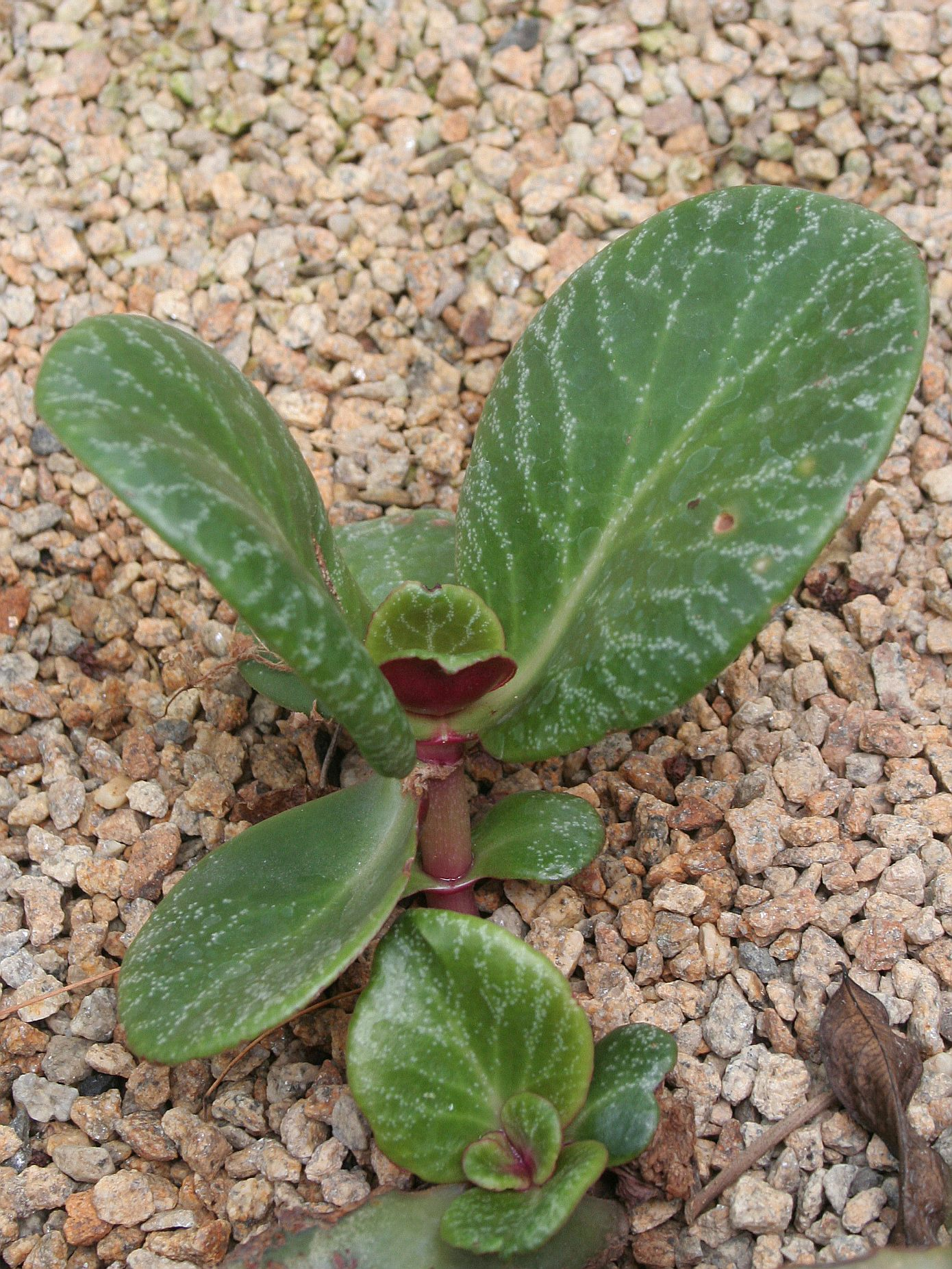
Commelina rupicola
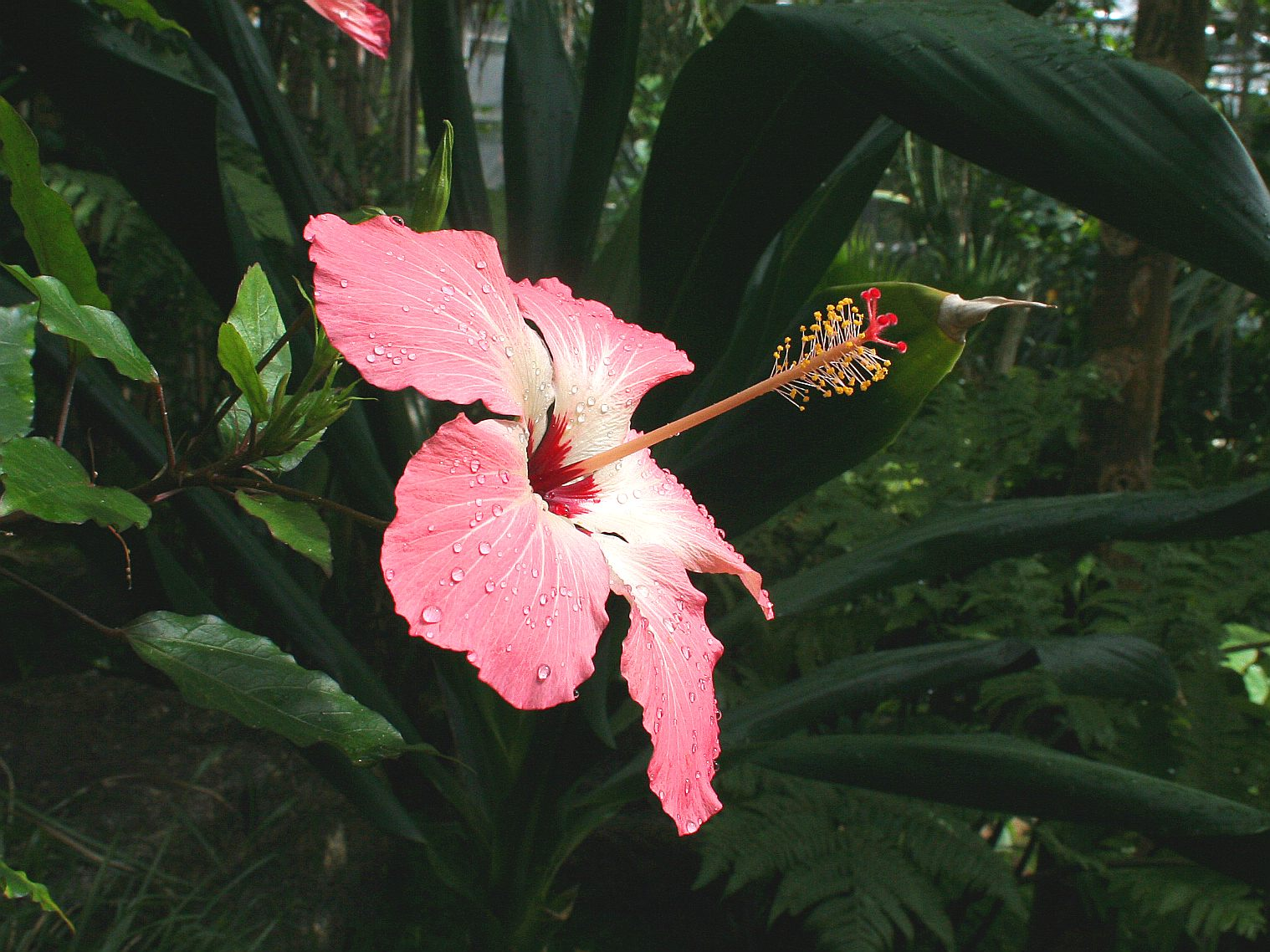
Hibiscus storckii
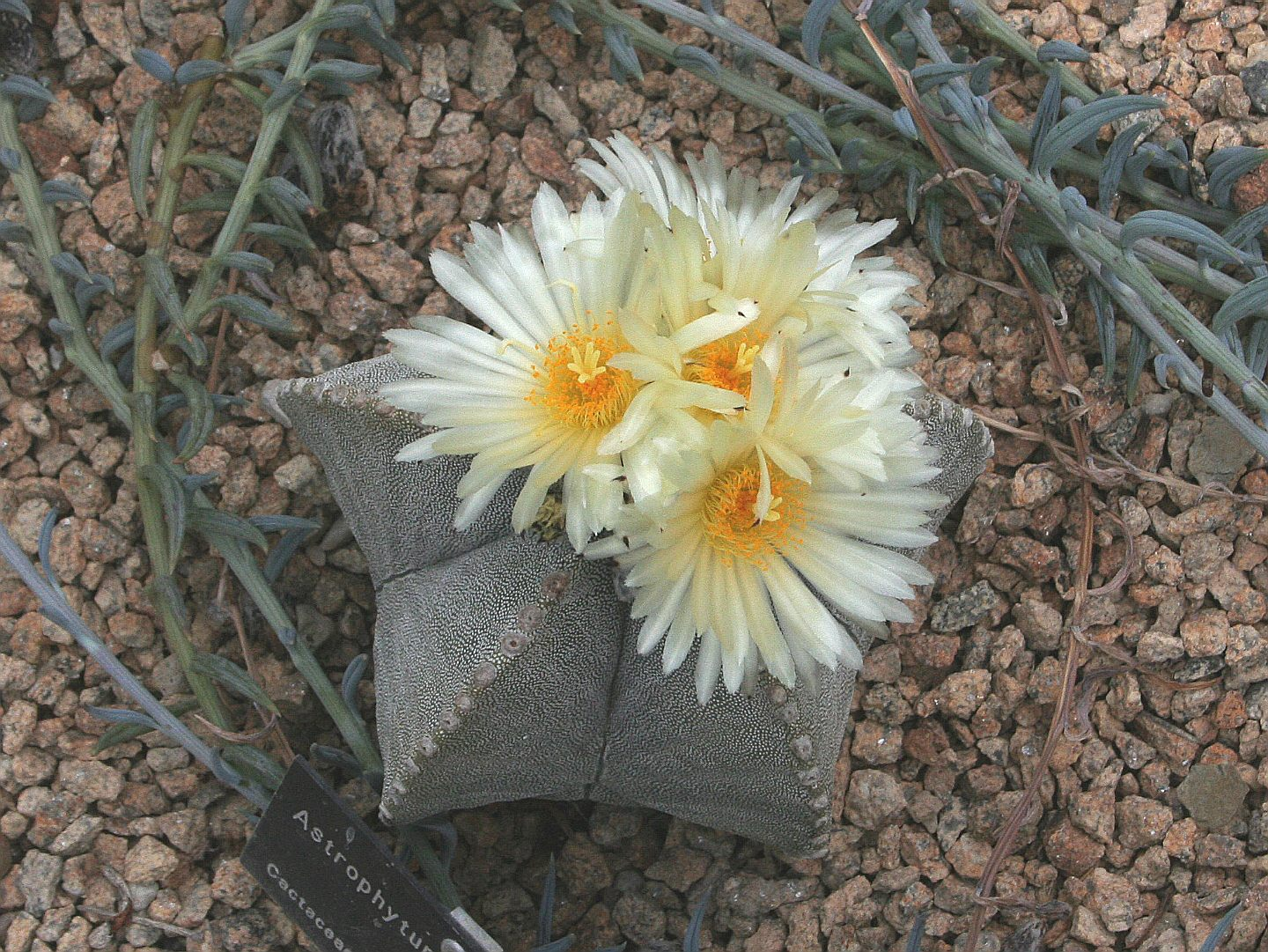
Astrophytum myriostigma